# Treffort
Pour l'ancienne commune de l'Ain, voir Treffort.
Treffort est une commune française située dans le département de l'Isère, en région Auvergne-Rhône-Alpes.
Positionnée dans un secteur de moyenne montagne connue sous le nom du Trièves située au sud de Grenoble, la commune est désormais rattachée au canton de Matheysine-Trièves dont le bureau centralisateur est situé à La Mure depuis le nouveau découpage territorial. Treffort est également adhérente à la Communauté de communes du Trièves qui regroupe vingt-huit communes et dont le siège est fixé dans la commune voisine Monestier-de-Clermont, agglomération la plus importante de ce secteur.
Ses habitants sont appelés les Treffortains,.

## Géographie

### Situation et description
Treffort est un petit village de moyenne montagne essentiellement rural à vocation résidentielle situé au sud du département de l'Isère et de la région Auvergne-Rhône-Alpes.

### Climat
Pour des articles plus généraux, voir Climat d'Auvergne-Rhône-Alpes et Climat de l'Isère.
En 2010, le climat de la commune est de type climat des marges montargnardes, selon une étude du Centre national de la recherche scientifique s'appuyant sur une série de données couvrant la période 1971-2000. En 2020, Météo-France publie une typologie des climats de la France métropolitaine dans laquelle la commune est exposée à un climat de montagne ou de marges de montagne et est dans la région climatique Alpes du sud, caractérisée par une pluviométrie annuelle de 850 à 1 000 mm, minimale en été.
Pour la période 1971-2000, la température annuelle moyenne est de 10,5 °C, avec une amplitude thermique annuelle de 18,5 °C. Le cumul annuel moyen de précipitations est de 975 mm, avec 9,4 jours de précipitations en janvier et 6,1 jours en juillet. Pour la période 1991-2020, la température moyenne annuelle observée sur la station météorologique de Météo-France la plus proche, « Monestier », sur la commune de Monestier-de-Clermont à 2 km à vol d'oiseau, est de 9,9 °C et le cumul annuel moyen de précipitations est de 1 062,6 mm,. Pour l'avenir, les paramètres climatiques de la commune estimés pour 2050 selon différents scénarios d'émission de gaz à effet de serre sont consultables sur un site dédié publié par Météo-France en novembre 2022.

### Hydrographie

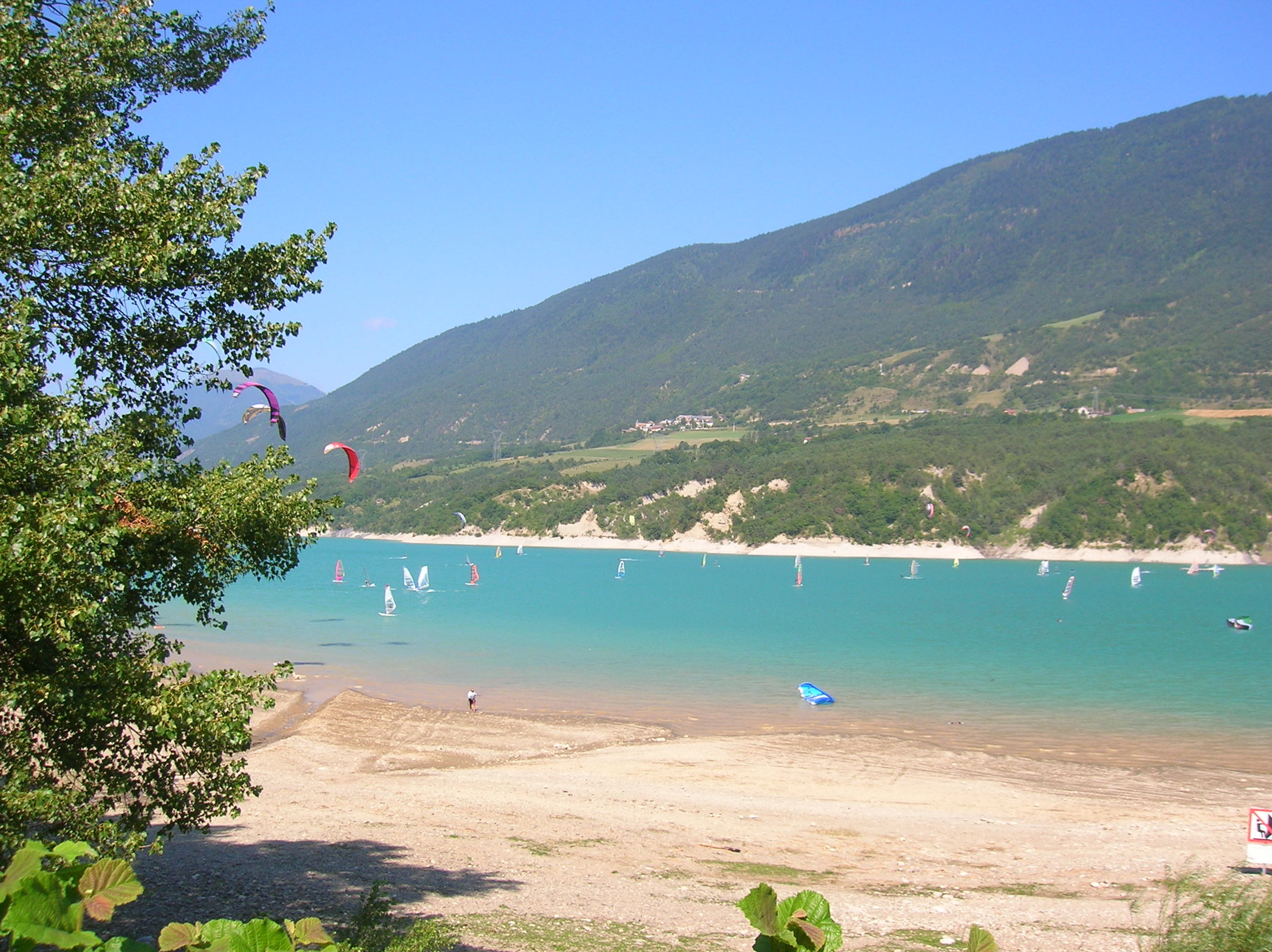
Plage à Treffort, au lac de Monteynard-Avignonet. Au fond, Marcieu.

Le territoire communal est bordé à l'est par le lac de Monteynard-Avignonet. Treffort est une des communes adhérente du « SIVOM du Lac de Monteynard - Avignonet », chargé du développement touristique de la zone, et qui regroupe un total de dix communes.
Ce lac de barrage est formé en grande partie par la retenue des eaux du Drac et de l'Ébron, rivières qui bordent également son territoire.

### Voies de communication et transport
Treffort est reliée par la D110B va jusqu'à Sinard, permettant de prendre la D110 et l'A51 en direction de Grenoble. La seule ligne de transport en commun de Treffort est la PSINA du réseau Cars Région, qui relie de l'arrêt « Embarcadère » à Treffort jusqu'à « École Primaire » à Sinard, parfois prolongé à « Croix de Portier », permettant la correspondance avec la ligne T95.

## Urbanisme

### Typologie
Au 1er janvier 2024, Treffort est catégorisée commune rurale à habitat dispersé, selon la nouvelle grille communale de densité à sept niveaux définie par l'Insee en 2022.
Elle est située hors unité urbaine. Par ailleurs la commune fait partie de l'aire d'attraction de Grenoble, dont elle est une commune de la couronne,. Cette aire, qui regroupe 204 communes, est catégorisée dans les aires de 700 000 habitants ou plus (hors Paris),.

### Occupation des sols
L'occupation des sols de la commune, telle qu'elle ressort de la base de données européenne d’occupation biophysique des sols Corine Land Cover (CLC), est marquée par l'importance des forêts et milieux semi-naturels (65,5 % en 2018), en diminution par rapport à 1990 (66,5 %). La répartition détaillée en 2018 est la suivante : 
forêts (65,5 %), eaux continentales (12,2 %), terres arables (10,7 %), zones agricoles hétérogènes (4,8 %), prairies (4,7 %), espaces verts artificialisés, non agricoles (2,1 %). L'évolution de l’occupation des sols de la commune et de ses infrastructures peut être observée sur les différentes représentations cartographiques du territoire : la carte de Cassini (XVIIIe siècle), la carte d'état-major (1820-1866) et les cartes ou photos aériennes de l'IGN pour la période actuelle (1950 à aujourd'hui).

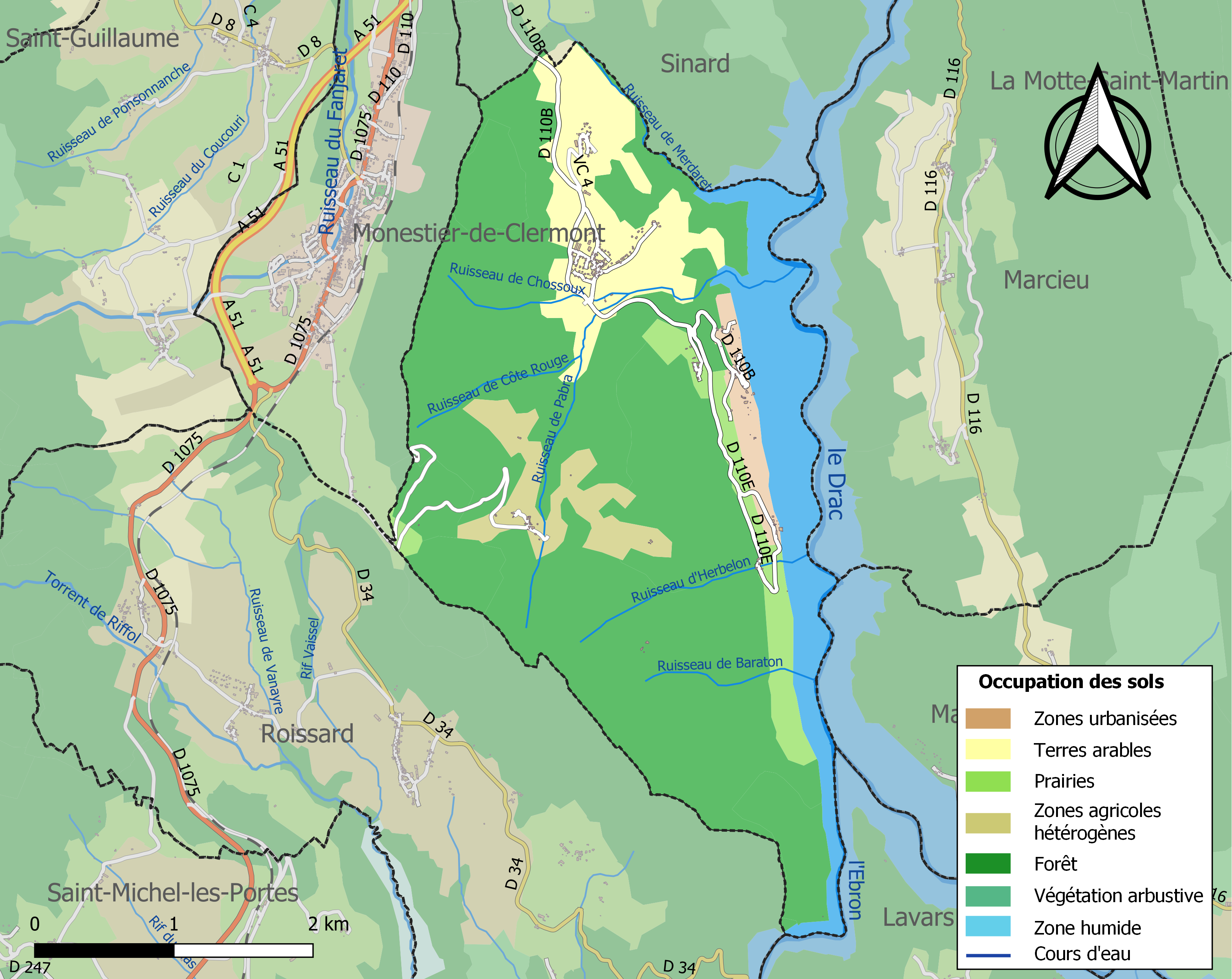
Carte des infrastructures et de l'occupation des sols de la commune en 2018 (CLC).

### Hameaux, lieux-dits et écarts
Il existait un hameau appelé la Salette sur une terrasse, avant la construction du barrage de Monteynard-Avignonet. Les quelques maisons qui s'y trouvaient ont été démolies avant leur engloutissement sous les eaux du lac.

### Risques naturels et technologiques

#### Risques sismiques
L'ensemble du territoire de la commune de Treffort est situé en zone de sismicité n°3 dite « modérée, » comme la plupart des communes de son secteur géographique. Elle se situe cependant au sud de la limite d'une zone sismique classifiée de « moyenne ».
| Type de zone | Niveau            | Définitions (bâtiment à risque normal) |
| ------------ | ----------------- | -------------------------------------- |
| Zone 3       | Sismicité modérée | accélération = 1,1 m/s2                |

Selon une édition du journal le Matin de l'époque, le 5 mai 1931, un séisme de moyenne ampleur a été ressenti par la population de Monestier-de-Clermont et de sa région
« Ce matin, vers 4 heures 45, la population de Monestier-de-Clermont a perçu une secousse assez forte qui s'est prolongée pendant une minute. On ne signale pas d'accident de personne. »

## Politique et administration

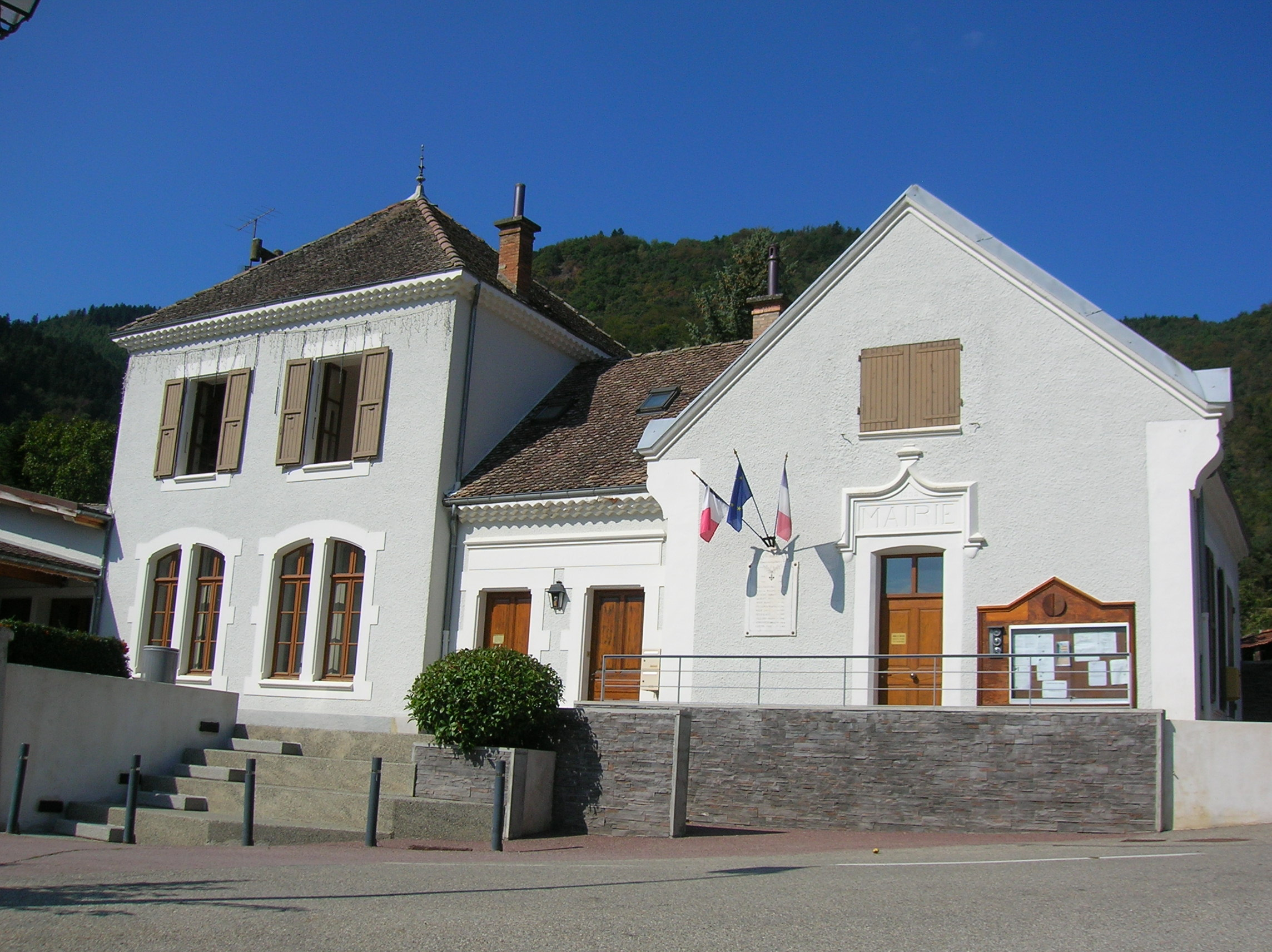
La mairie.

### Administration municipale
Conformément à sa population le conseil municipal de Treffort est formé de onze membres.

### Liste des maires
| Période                                  | Période   | Identité           | Étiquette | Qualité           |
| ---------------------------------------- | --------- | ------------------ | --------- | ----------------- |
| mars 2001                                | juin 2006 | René Decorps       |           |                   |
| août 2006                                | mars 2008 | Jean-Luc Granier   |           |                   |
| mars 2008                                | mars 2014 | Régis Gauthier     |           |                   |
| mars 2014                                | 2020      | Philippe Berthoin  | SE        | Chef d'entreprise |
| 2020                                     | En cours  | Pierrick Bonenfant |           |                   |
| Les données manquantes sont à compléter. |           |                    |           |                   |

## Population et société

### Démographie
L'évolution du nombre d'habitants est connue à travers les recensements de la population effectués dans la commune depuis 1793. Pour les communes de moins de 10 000 habitants, une enquête de recensement portant sur toute la population est réalisée tous les cinq ans, les populations de référence des années intermédiaires étant quant à elles estimées par interpolation ou extrapolation. Pour la commune, le premier recensement exhaustif entrant dans le cadre du nouveau dispositif a été réalisé en 2006.

En 2022, la commune comptait 258 habitants, en évolution de −8,83 % par rapport à 2016 (Isère : +3,07 %, France hors Mayotte : +2,11 %).
| 1793 | 1800 | 1806 | 1821 | 1831 | 1836 | 1841 | 1846 | 1851 |
| ---- | ---- | ---- | ---- | ---- | ---- | ---- | ---- | ---- |
| 310  | 293  | 295  | 271  | 243  | 247  | 258  | 261  | 291  |

| 1856 | 1861 | 1866 | 1872 | 1876 | 1881 | 1886 | 1891 | 1896 |
| ---- | ---- | ---- | ---- | ---- | ---- | ---- | ---- | ---- |
| 270  | 257  | 251  | 251  | 234  | 213  | 211  | 193  | 194  |

| 1901 | 1906 | 1911 | 1921 | 1926 | 1931 | 1936 | 1946 | 1954 |
| ---- | ---- | ---- | ---- | ---- | ---- | ---- | ---- | ---- |
| 154  | 133  | 132  | 110  | 120  | 117  | 114  | 87   | 82   |

| 1962 | 1968 | 1975 | 1982 | 1990 | 1999 | 2006 | 2011 | 2016 |
| ---- | ---- | ---- | ---- | ---- | ---- | ---- | ---- | ---- |
| 67   | 57   | 53   | 69   | 78   | 129  | 208  | 254  | 283  |

| 2021 | 2022 | - | - | - | - | - | - | - |
| ---- | ---- | - | - | - | - | - | - | - |
| 272  | 258  | - | - | - | - | - | - | - |

### Enseignement
La commune est rattachée à l'académie de Grenoble et dépend de la zone A.

### Médias
Historiquement, le quotidien à grand tirage Le Dauphiné libéré consacre, chaque jour, y compris le dimanche, dans son édition de l'Isère-Sud, un ou plusieurs articles à l'actualité du canton et de la communauté de communes, ainsi que des informations sur les éventuelles manifestations locales, les travaux routiers, et autres événements divers à caractère local.

### Culte
L'église (propriété de la commune) et la communauté catholique de Treffort dépendent de la paroisse Notre-Dame d'Esparron (Relais du Lac), elle-même rattachée au diocèse de Grenoble-Vienne.

## Économie
Le petit village de Treffort bénéficie ces dernières années de la construction de plusieurs maisons dont les propriétaires souhaitaient jouir de la proximité du lac de Monteynard-Avignonet.
Une base de loisir au bord du lac de Monteynard-Avignonet permet un accès direct au plan d'eau. On peut y pratiquer de nombreuses activités nautiques.

## Culture et patrimoine

### Lieux et monuments

#### Patrimoine religieux

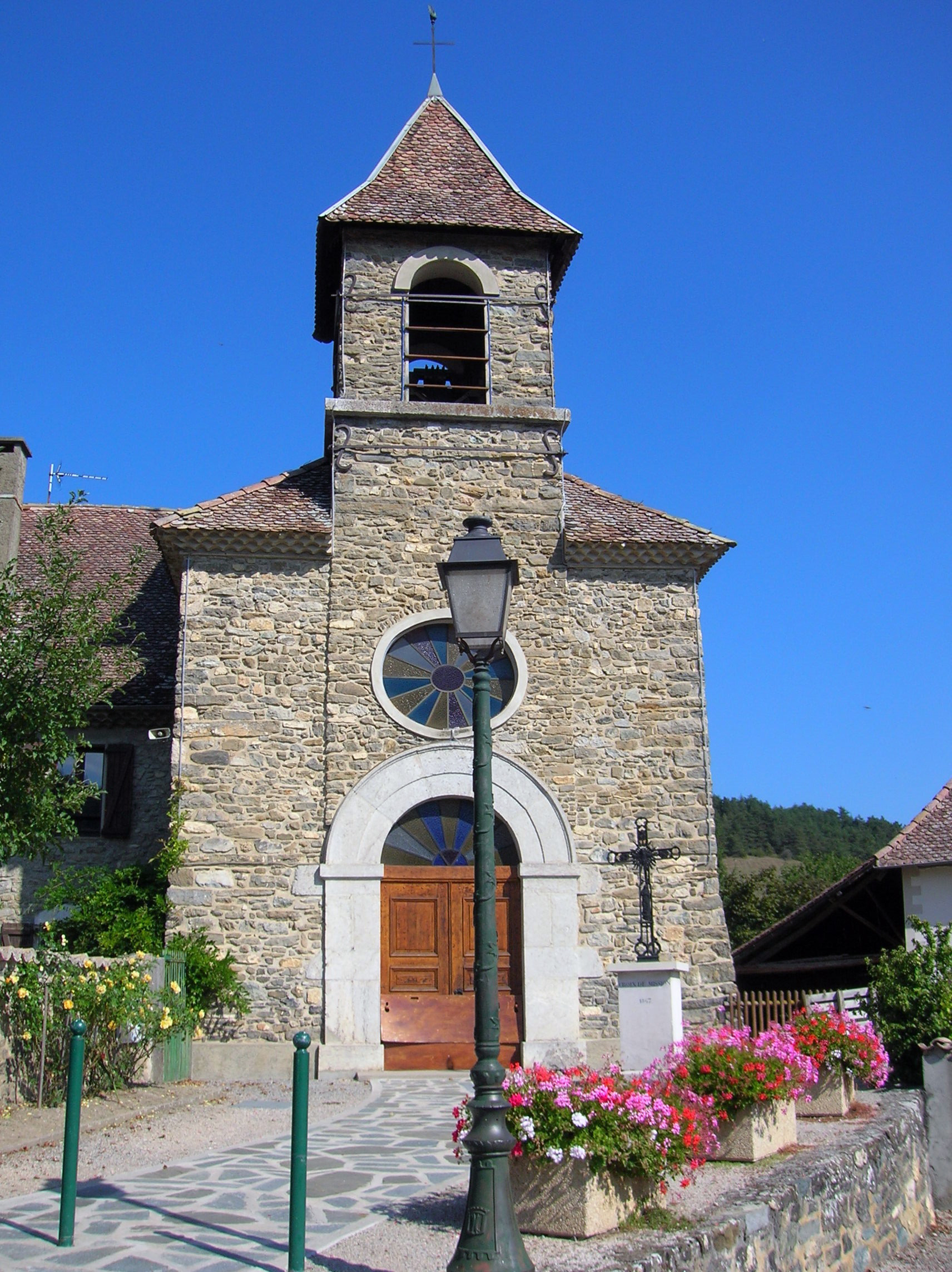
L'église.

- Église paroissiale Saint-Blaise.

#### Patrimoine civil
- Bateau La Mira.
- Passerelles himalayennes sur le lac de Monteynard-Avignonet.
- Le château d'Herbelon, construit en 1603 au bord du lac, aujourd'hui occupé par un hôtel-restaurant[25].

#### Patrimoine naturel
Les bois de Treffort sont classés en Zone naturelle d'intérêt écologique, faunistique et floristique de Type I.

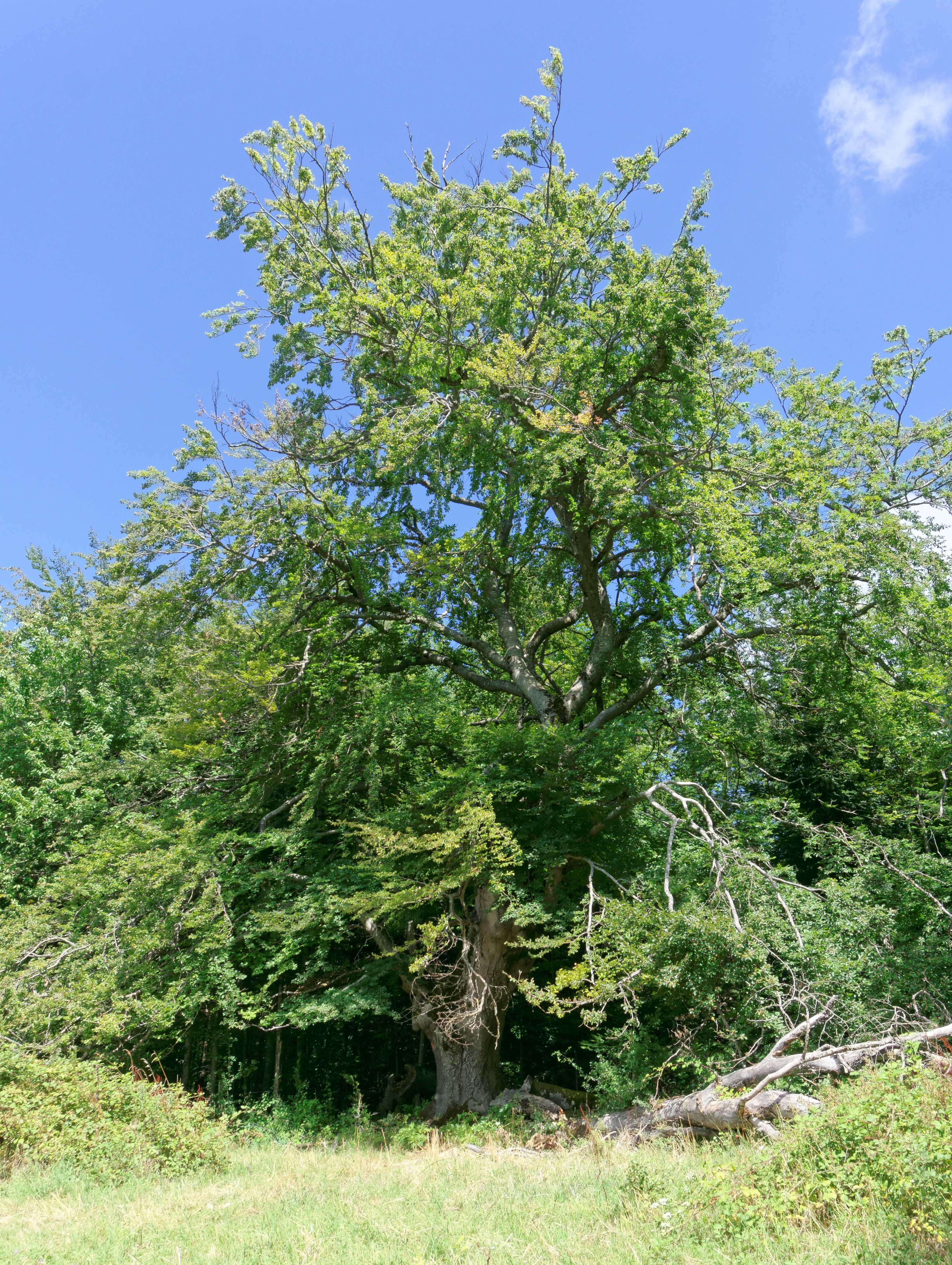
Le hêtre nommé « L'arbre à Mimi ».

### Personnalités liées à la commune
- Marie Vignon (1576-1657), la maîtresse puis seconde épouse du célèbre connétable de Lesdiguières (1543-1626), était marquise de Treffort.

### Héraldique
|  | Treffort possède des armoiries dont l'origine et le blasonnement exact ne sont pas disponibles. |